# Mihai Căpățînă
Mihai Căpățînă (sinh ngày 16 tháng 12 năm 1995) là một cầu thủ bóng đá người România thi đấu ở vị trí tiền vệ cho Voluntari.